# Spring Byington
Spring Byington (* 17. Oktober 1886 in Colorado Springs, Colorado; † 7. September 1971 in Hollywood, Kalifornien) war eine US-amerikanische Schauspielerin.

## Leben
Nach dem plötzlichen Tod ihres Vaters im Jahr 1891 wuchs Spring Byington gemeinsam mit ihrer jüngeren Schwester zunächst bei ihren Großeltern im kanadischen Port Hope auf, während ihre Mutter ein Medizinstudium in Boston aufnahm. Mit 14 Jahren begann sie erstmals als professionelle Schauspielerin bei reisenden Theatergruppen zu arbeiten. 1907 ging Byington nach New York. Sie begann mit verschiedenen Theaterstücken durch die USA zu touren und erhielt 1924 ihre erste Rolle am Broadway in dem Stück Beggar on Horseback und spielte bis 1935 in 18 weiteren Produktionen.
Nach Hollywood kam sie erstmals 1930. Drei Jahre später war sie die Mutter von Katharine Hepburn in der Literaturverfilmung von Louisa May Alcotts gleichnamigen Roman Vier Schwestern. Es folgten Rollen in den Filmen Der Werwolf von London,  Meuterei auf der Bounty und Zeit der Liebe, Zeit des Abschieds. 1938 wurde sie für ihre Leistung in Frank Capras Lebenskünstler für einen Oscar in der Kategorie Beste Nebendarstellerin nominiert, verlor jedoch gegen Fay Bainter in Jezebel – Die boshafte Lady, in dem Byington ebenfalls mitspielte. In den Filmen der 1930er- und 1940er-Jahre spielte Byington besonders häufig die warmherzige und weise Mutter, Tante, Nachbarin oder Freundin der Hauptperson, in unsympathischen Rollen war sie fast nie zu sehen.
In der B-Movie-Filmreihe über die Jones Family, von der zwischen 1936 und 1940 insgesamt 17 Filme entstanden, spielte sie die Familienmutter Mrs. Jones. Während des Zweiten Weltkriegs arbeitete sie beim Radio und kehrte nach Kriegsende nach Hollywood zurück. Von 1954 bis 1959 spielte sie die Hauptrolle in der erfolgreichen Sitcom December Bride, wo sie eine lebenslustige Witwe auf der Suche nach einer neuen Liebe spielte. Diese Hauptrolle brachte die Bekanntheit von Byington, die in Filmen sonst meist nur Nebendarstellerin war, auf den Höhepunkt. Von 1961 bis 1963 war sie in der Westernserie Am Fuß der blauen Berge in der Rolle der Daisy Taylor zu sehen. Eine ihrer letzten Rollen hatte sie 1967 als Mutter von Larry Hagman in der Fernsehserie Bezaubernde Jeannie.
Am 7. September 1971 verstarb sie an Krebs und stellte ihre Leiche der Wissenschaft zur Verfügung. Ihr wurden zwei Sterne auf dem Hollywood Walk of Fame gewidmet.

## Filmografie (Auswahl)
- 1930: Papa’s Slay Ride (Kurzfilm)
- 1933: Vier Schwestern (Little Women)
- 1935: Der Werwolf von London (Werewolf of London)
- 1935: Love Me Forever
- 1935: Meuterei auf der Bounty (Mutiny on the Bounty)
- 1935: Ah, Wilderness!
- 1935: Broadway Hostess
- 1936: Theodora wird wild (Theodora Goes Wild)
- 1936: Zeit der Liebe, Zeit des Abschieds (Dodsworth)
- 1936: Der Verrat des Surat Khan (The Charge of the Light Brigade)
- 1937: It’s Love I’m After
- 1937: A Family Affair
- 1938: Der Freibeuter von Louisiana (The Buccaneer)
- 1938: Toms Abenteuer (The Adventures of Tom Sawyer)
- 1938: Jezebel – Die boshafte Lady (Jezebel)
- 1938: Lebenskünstler (You Can’t Take It With You)
- 1939: Liebe und Leben des Telefonbauers A. Bell (The Story of Alexander Graham Bell)
- 1940: The Blue Bird
- 1940: Glückspilze (Lucky Partners)
- 1941: Hier ist John Doe (Meet John Doe)
- 1941: Mary und der Millionär (The Devil and Miss Jones)
- 1941: When Ladies Meet
- 1942: Das große Spiel (Rings on Her Fingers)
- 1942: Roxie Hart
- 1943: Bühne frei für Lily Mars (Presenting Lily Mars)
- 1943: Ein himmlischer Sünder (Heaven Can Wait)
- 1944: Ich werde dich wiedersehen (I’ll Be Seeing You)
- 1945: Mit den Augen der Liebe (The Enchanted Cottage)
- 1945: Gauner und Gangster (Salty O’Rourke)
- 1945: Flitterwochen zu dritt (Thrill of a Romance)
- 1945: Die tollkühnen Abenteuer des Captain Eddie (Captain Eddie)
- 1946: A Letter for Evie
- 1946: Weißer Oleander (Dragonwyck)
- 1947: Liebe auf den zweiten Blick (Living in a Big Way)
- 1947: Cynthia
- 1947: Singapur (Singapore)
- 1948: B.F.’s Daughter
- 1949: Damals im Sommer (In the Good Old Summertime)
- 1949: Die Todeskurve (The Big Wheel)
- 1950: Fluch des Blutes (Devil's Doorway)
- 1950: Drei Männer für Alison (Please Believe Me)
- 1950: Alter schützt vor Liebe nicht (Louisa)
- 1950: Glücksspiel des Lebens (Walk Softly, Stranger)
- 1952: Mein Herz singt nur für Dich (Because You’re Mine)
- 1954–1959: December Bride (Fernsehserie, 157 Folgen)
- 1960: Meisterschaft im Seitensprung (Please Don’t Eat the Daisies)
- 1960: Kein Fall für FBI (The Detectives, Fernsehserie, Folge 1x29)
- 1960: Alfred Hitchcock präsentiert (Alfred Hitchcock Presents, Fernsehserie, Folge 6x11)
- 1961–1963: Am Fuß der blauen Berge (Laramie; Fernsehserie, 59 Folgen)
- 1963: Mr. Ed (Mister Ed, Fernsehserie, Folge 4x08 Immer diese Hüte)
- 1965: Dr. Kildare (Fernsehserie, 2 Folgen)
- 1966: Batman (Fernsehserie, 2 Folgen)
- 1967: Bezaubernde Jeannie (I Dream of Jeannie, Fernsehserie, Folge 3x09)
- 1968: Blondie (Fernsehserie, Folge 1x08)
- 1968: The Flying Nun (Fernsehserie, Folge 2x11)